# Pirminius-Radweg

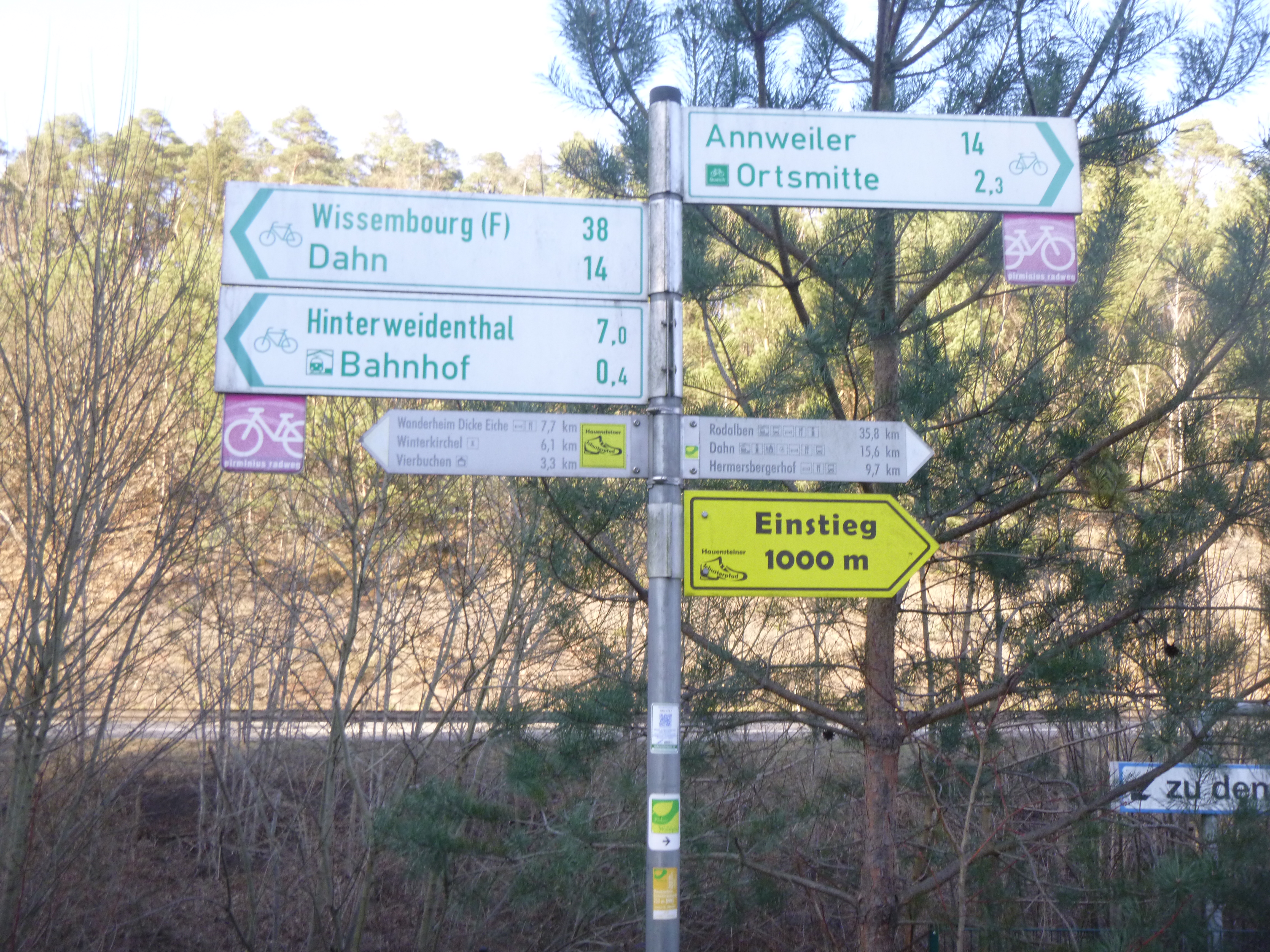
Pirminius-Radweg in Hauenstein

Der Pirminius-Radweg  ist ein Radweg in Rheinland-Pfalz, der durch die Westricher Hochfläche und den Pfälzerwald verläuft. Seinen Namen erhielt er, weil er mit Hornbach, Pirmasens und Spirkelbach mehrere Wirkungsorte des Pirminius miteinander verbindet.

## Verlauf
Der Radweg beginnt in der Stadtmitte von Hornbach und verläuft ab dem westlichen Stadtrand auf der Trasse der stillgelegten Bahnstrecke Zweibrücken–Brenschelbach, der er über die Ortschaften Althornbach und Rimschweiler folgt. Kurz vor Ixheim verlässt er diese und verläuft schließlich durch die Innenstadt von Zweibrücken, um danach dem Verlauf des Schwarzbach – stets in Sichtweite der Bahnstrecke Landau–Rohrbach – nach Osten zu folgen. Kurz vor Thaleischweiler-Fröschen verlässt er das Schwarzbachtal und erreicht über Höhfröschen schließlich die Stadt Pirmasens. Östlich von ihr tritt der Radweg in den Pfälzerwald ein, wo er zunächst dem Dankelsbach folgt. Schließlich erreicht er Münchweiler an der Rodalb, führt danach entlang des Kaltenbach. Nachdem er den nördlichen Ortsrand von Hinterweidenthal gestreift hat, orientiert er sich am Lauf des Horbach und bis kurz vor Hauenstein erneut entlang der Bahnstrecke Richtung Landau. Danach führt er durch die Ortsmitte von Hauenstein, passiert die Nordostflanke des Weimersberg und führt über die Südostflanke des Kleinen Rauhberg nach Spirkelbach. Entlang des gleichnamigen Flusses führt er nach Wilgartswiesen, wo er am dortigen Bahnhof endet.

## Besonderheiten
Innerhalb von Hornbach verläuft er für rund hundert Meter zusammen mit dem Hornbach-Fleckenstein-Radweg. Von Hornbach – die ersten hundert Meter außen vor gelassen – bis Niederauerbach ist sein Verlauf mit der Rheinland-Pfalz-Radroute identisch, von Contwig bis Stambach sowie von Thaleischweiler-Fröschen bis Höhfröschen verläuft er mit der östlichen Fortsetzung des Höcherbergweges. In Wilgartswiesen besteht Anschluss an den Queichtalradweg.